# Charles Albert Wiley
Charles Albert "Pete" Wiley (Abilene (Texas), 2 maart 1925 – Moskou, 2 juni 1992) was een Amerikaans componist, dirigent en muziekpedagoog.

## Biografie
Wiley was de zoon van Dewey O. Wiley (1898-1980), dirigent van de Hardin-Simmons University Band in Abilene. Hij kreeg de troetelnaam "Pete" van zijn vader. Zijn vader had ook de bijnaam "Father of Texas Bands" en was een van de oprichters van de Nationale dirigenten-broederschap Phi Beta Mu. Ook zijn oom Russell L. Wiley was dirigent van een college-harmonieorkest in Kansas. Zo werd Charles Albert, of, zoals hij in de hele familie genoemd, "Pete", in een familie geboren die helemaal op harmonieorkesten georiënteerd was. Op negenjarige leeftijd startte hij met klarinet, maar wisselde al spoedig naar hobo. Kort na het begin van zijn studie aan het college in 1942 werd hij opgeroepen om gedurende de Tweede Wereldoorlog zijn militaire dienst in de United States Navy als navigator te vervullen. 
Na de oorlog kwam hij terug aan de Texas Tech University in Lubbock en behaalde een diploma in wiskunde. Al spoedig wisselde hij van faculteit en behaalde zijn Master of Music in 1949. Hij promoveerde in Musical Education in 1962 aan de Universiteit van Colorado in Boulder. In 1952 ging hij aan het Lamar University in Beaumont, Texas, dat sinds 1 september 1995 tot het systeem van de Staatsuniversiteit van Texas in Austin behoort. Hier stichtte hij een harmonieorkest dat in rond 20 jaren tot meer dan 300 muzikanten gegroeid is. 
Samen met zijn echtgenote richtte hij in 1973 een muziekuitgeverij op, die naast zijn eigen composities ook een aantal andere componisten uit de Verenigde Staten en van daarbuiten als podium voor publicaties van goede werken voor harmonieorkesten dient.
Pete Wiley overleed in 1992 op 67-jarige leeftijd in Moskou in Rusland. Hij werd begraven in Ruidoso.

## Composities

### Werken voor harmonieorkest
- 1962 Lamar’s fight song
- 1972 La Compaera, paso-doble
- 1973 Antonio, paso-doble
- 1977 Old Scottish Melody
- 1981 Earl's March
- Nederlandtsche (Lowlands) March

## Publicaties
- Music Educators National Conference (MENC), Atlanta (Georgia), March 8-12, 1972: Music Educators Journal, Vol. 58, No. 6 (Feb., 1972), pp. 25-34+98-99+10

- MusicBrainz: 7163c65c-665e-43d7-9287-89cb138fd34a